# Rhynocoris cuspidatus
Rhynocoris cuspidatus – gatunek owada z rzędu pluskwiaków.